# Spirobolellus comoronus
Spirobolellus comoronus är en mångfotingart som beskrevs av Carl Graf Attems 1910. Spirobolellus comoronus ingår i släktet Spirobolellus och familjen slitsdubbelfotingar. Inga underarter finns listade i Catalogue of Life.